# Tolna (condado)
Tolna é um condado (megye em húngaro) da Hungria. Sua capital é a cidade de Szekszárd.